# University of Arkansas at Monticello
Die University of Arkansas at Monticello (auch UAM genannt) ist eine staatliche Universität in Monticello im Südosten des US-Bundesstaates Arkansas. An der Hochschule sind 2942 Studenten eingeschrieben. Seit 1971 ist sie Teil des University of Arkansas System.

## Geschichte
Die Universität wurde 1910 als Fourth District Agricultural School gegründet und wurde 1925 in Arkansas Agricultural and Mechanical College umbenannt. Mit dem Beitritt zum University of Arkansas System 1971 erhielt sie ihren heutigen Namen. 2003 wurden das UAM College of Technology-Crossett und das UAM College of Technology-McGehee in die UAM integriert.

## Sport
Die Sportmannschaften der UAM sind die Bollweevils. Die Universität ist Mitglied der Gulf South Conference.